# Mary González
Mary González (Madrid, 3 de noviembre de 1920- Madrid, 18 de agosto de 2020) fue una actriz española.

## Biografía
Sus inicios profesionales se remontan a la década de 1940, cuando comenzó en el mundo del espectáculo como actriz de revista. Posteriormente, dio el salto al género dramático en el que desarrolló casi toda su carrera artística.
Igualmente, desarrolló una sólida trayectoria en la pequeña pantalla, como actriz de reparto en decenas de espacios dramáticos.
En teatro, entre otros montajes, intervino en La ratonera (1972) de Agatha Christie y Luces de Bohemia (1971) de Valle Inclán.

## Cine
| Año  | Título                                   | Personaje          | Dirección                    |
| ---- | ---------------------------------------- | ------------------ | ---------------------------- |
| 2007 | El prado de las estrellas                | Nanda              | Mario Camus                  |
| 2002 | Bending All the Rules                    | Madre de Martín    | Morgan Klein y Peter Knight  |
| 1995 | Hermana, ¿pero qué has hecho?            |                    | Pedro Masó                   |
| 1995 | Historias del Kronen                     | Tía de Carlos      | Montxo Armendáriz            |
| 1988 | Mujeres al borde de un ataque de nervios | Madre de Lucía     | Pedro Almodóvar              |
| 1985 | Café, coca y puro                        |                    | Antonio del Real             |
| 1981 | El poderoso influjo de la luna           | Doña Concha        | Antonio del Real             |
| 1980 | Despido improcedente                     |                    | Joaquín Luis Romero Marchent |
| 1979 | Christine fue la culpable (cortometraje) |                    | Antonio del Real             |
| 1973 | Los sobrinos del capitán Grant           | Vecina             | José Antonio Páramo          |
| 1970 | La Lola, dicen que no vive sola          |                    | Jaime de Armiñán             |
| 1969 | Gigantes y cabezudos                     | Pepa               | José Antonio Páramo          |
| 1969 | Prisionero en la ciudad                  |                    | Antonio de Jaén              |
| 1966 | Una chica para dos                       | Empleada del hotel | León Klimovsky               |
| 1964 | El escándalo                             |                    | Javier Setó                  |
| 1950 | El fantasma es un vivo                   |                    | Carlo Ludovico Bragaglia     |
| 1946 | El otro Fu-Man-Chú                       |                    | Ramón Barreiro               |

## Televisión
| - Aída - Atrapado por su pasado (2008) - Hospital Central - Confía en mí (20 de marzo de 2002) - 7 vidas - 19 de diciembre de 2001 - Policías, en el corazón de la calle - Tan cerca de tus brazos maniatados (14 de junio de 2001) - Periodistas - Ambiente selecto (1 de enero de 2001) - Corre, corre, que te van a echar el guante (25 de septiembre de 2000) - Raquel busca su sitio - Quela en la encrucijada (24 de enero de 2000) - El comisario - Nada que perder (2000) - El caso del destornillador (26 de abril de 1999) - Los ladrones van a la oficina - La pasión egipcia (21 de septiembre de 1996) - Canguros - La tentación vive abajo (28 de julio de 1996) - ¡Ay, Señor, Señor! - Bebé a bordo (1 de enero de 1994) - El licor del pater Clauvis (1 de enero de 1994) - Cada oveja con su pareja (1 de enero de 1994) - Angustias (1 de enero de 1994) - Farmacia de guardia - El elixir de larga vida (1 de enero de 1991) - Tarde de teatro - Siete días de amor (11 de enero de 1987) - Tristeza de amor - Pub Chopin (3 de junio de 1986) - Teatro breve - Ciencias exactas (25 de abril de 1980) - En la boca del lobo (6 de noviembre de 1980) - La extraña visita del Dr. Lanuza (15 de enero de 1981) - Las viudas - Viuda castellana (3 de mayo de 1977) - Este señor de negro - Encarnita (21 de enero de 1976) - El quinto jinete - El aullido (1 de enero de 1976) - Cuentos y leyendas - Un hombre honrado (28 de enero de 1975) - El teatro - El cianuro ¿sólo o con leche? (20 de julio de 1975) - Usted tiene ojos de mujer fatal (13 de enero de 1975) - Noche de teatro - Águila de blasón (17 de mayo de 1974) - La mordaza (26 de julio de 1974) - Juan y Manuela - 16 de enero de 1974 - Aventuras y desventuras de Mateo - El Caballero Tristán (8 de marzo de 1972) - La tía de Ambrosio - 28 de mayo de 1971 - Personajes a trasluz - Lily Lomam (15 de septiembre de 1970) - Hora once - En familia (13 de marzo de 1970) - La dama de los tres naipes (1 de mayo de 1970) - Una cortina de humo (27 de agosto de 1973) - La risa española - El orgullo de Albacete (4 de julio de 1969) - Escritores en televisión - Hombres (30 de octubre de 1968) - La antesala (11 de diciembre de 1968) - Teatro de siempre - El cántaro roto (8 de diciembre de 1967) - Historias naturales - Verdaderamente romántico (6 de diciembre de 1967) | - Y al final esperanza - El weekend de Andrómaca (18 de febrero de 1967) - Historias para no dormir - El cuervo (1 de enero de 1967) - Habitación 508 - El profesor (25 de octubre de 1966) - Estudio 1 - Cartas sin firma (17 de noviembre de 1965) - Carlota (15 de diciembre de 1965) - La heredera (22 de octubre de 1968) - El caballero de Olmedo (29 de octubre de 1968) - Alberto (24 de diciembre de 1968) - De profesión sospechoso (13 de mayo de 1969) - Plaza de Oriente (10 de febrero de 1970) - Prohibido en otoño (7 de abril de 1970) Joaquina - Peribáñez y el Comendador de Ocaña (30 de abril de 1970) - Las aleluyas del señor Esteve (22 de octubre de 1971) - La risa (24 de marzo de 1972) - El Padre Pitillo (9 de mayo de 1972) - Llegaron a una ciudad (28 de julio de 1972) - El rayo (4 de agosto de 1972) - Mi mujer, el diablo y yo (6 de julio de 1973) - Dinero (16 de septiembre de 1979) - El genio alegre (27 de enero de 1980) - La boda de la chica (10 de febrero de 1980) - Teatro de humor - Cuatro corazones con freno y marcha atrás (22 de noviembre de 1964) - Tengo un libro en las manos - Pena de muerte (3 de marzo de 1964) - El libro de El Escorial (28 de abril de 1964) - La mujer y el puente (14 de julio de 1966) - Anna Manara (22 de septiembre de 1966) - El akelarre (29 de septiembre de 1966) - Teatro de familia - Nada más que dos viejos (11 de febrero de 1964) - Escuela de maridos - Marido y whisky (21 de diciembre de 1963) - Estudio 3 - Ejemplo del doncel ingrato (28 de octubre de 1963) - El guateque (3 de febrero de 1964) - Novela - Tres preguntas al destino (1 de octubre de 1963) - Dos mujeres (2 de diciembre de 1963) - Anastasia (9 de marzo de 1964) - Los cinco invitados (6 de abril de 1964) - La familia de Domingo (13 de julio de 1964) - Altar mayor (14 de diciembre de 1965) - La solterona (10 de enero de 1966) - Los hombres de cristal (14 de junio de 1966) - El príncipe y el mendigo (21 de junio de 1966) - El piano (27 de marzo de 1967) - El ladrón enamorado (18 de diciembre de 1967) - Isabel y María (9 de septiembre de 1968) - El misterio del cuarto amarillo (30 de septiembre de 1968) - Nosotros, los Rivero (2 de junio de 1969) - Eugenia Grandet (3 de noviembre de 1969) - El catalejo (26 de enero de 1970) - De la piel del diablo (2 de julio de 1973) - Golondrina de invierno (1 de octubre de 1973) - Semblanza de una dama (26 de agosto de 1974) - Poquita cosa (15 de mayo de 1978) - Primera fila - Que viene mi marido (17 de mayo de 1963) - Me casé con un ángel (12 de julio de 1963) - Un marido de ida y vuelta (15 de enero de 1964) - Una mujer sin importancia (3 de junio de 1964) - Casa de muñecas (22 de julio de 1964) - Milagro en la Plaza del Progreso (11 de agosto de 1965) - El triunfo de la medicina (18 de agosto de 1965) - El caso de la mujer asesinadita (22 de septiembre de 1965) |